# Anthonie Palamedes

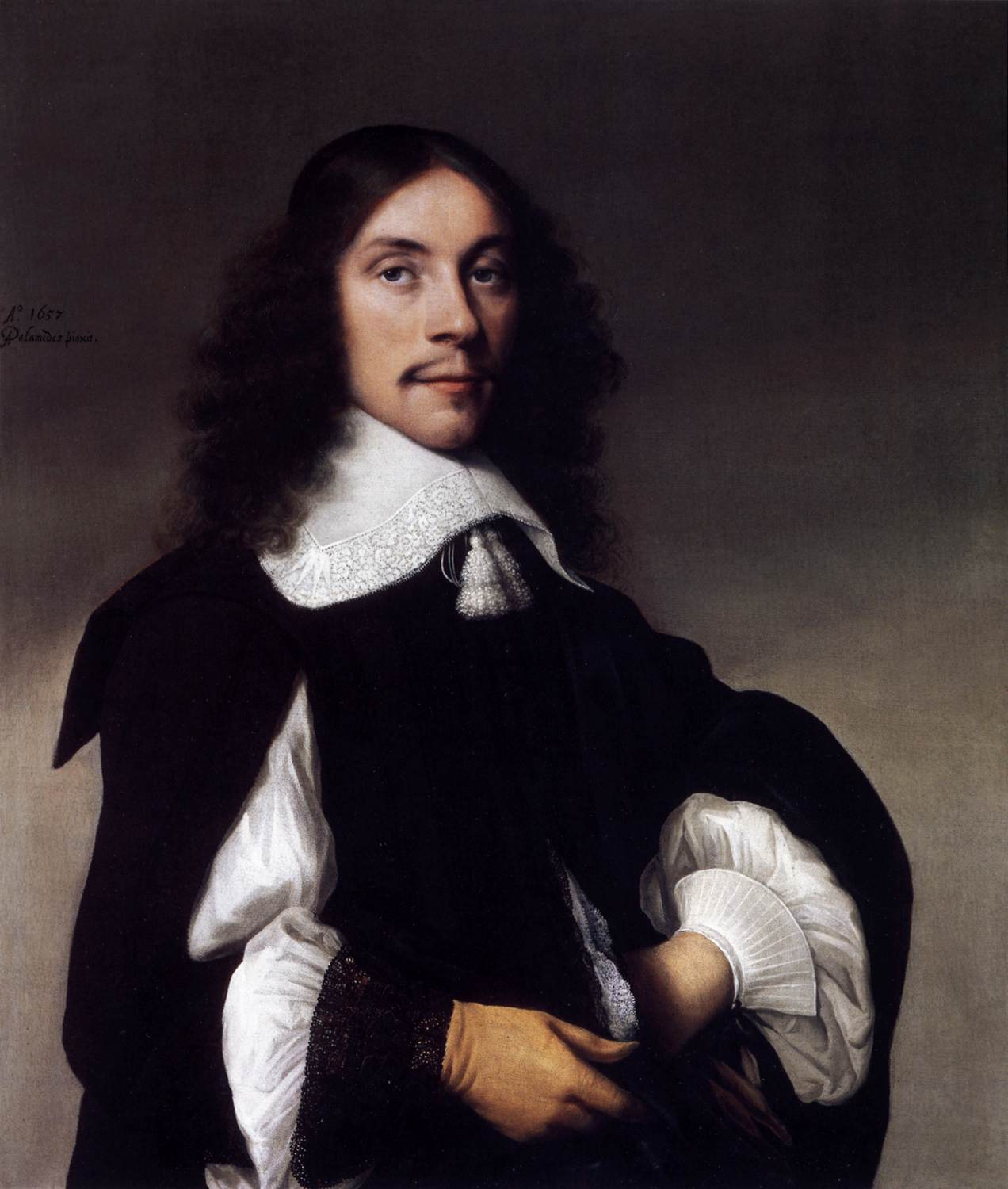
Ritratto di gentiluomo (1657)

Anthonie o Anthony o Antoni Palamedes o Palamedesz.,  detto Stevers o Stevaerts (Leith, 1602 – Amsterdam, 1º dicembre 1673 (sepolto)), è stato un pittore, incisore, disegnatore, miniaturista e pittore di staffage olandese del secolo d'oro.

## Biografia
Figlio di un intagliatore di gemme fiammingo al servizio di re Giacomo I e fratello di Palamedes Palamedesz I, studiò pittura presso Hans Jordaens, Michiel van Mierevelt e Dirck Hals a Haarlem. Nel 1621 divenne membro della Corporazione di San Luca a Delft e ne fu direttore dal 1653 al 1673. Fu attivo soprattutto a Delft. Morì ad Amsterdam nel 1673.

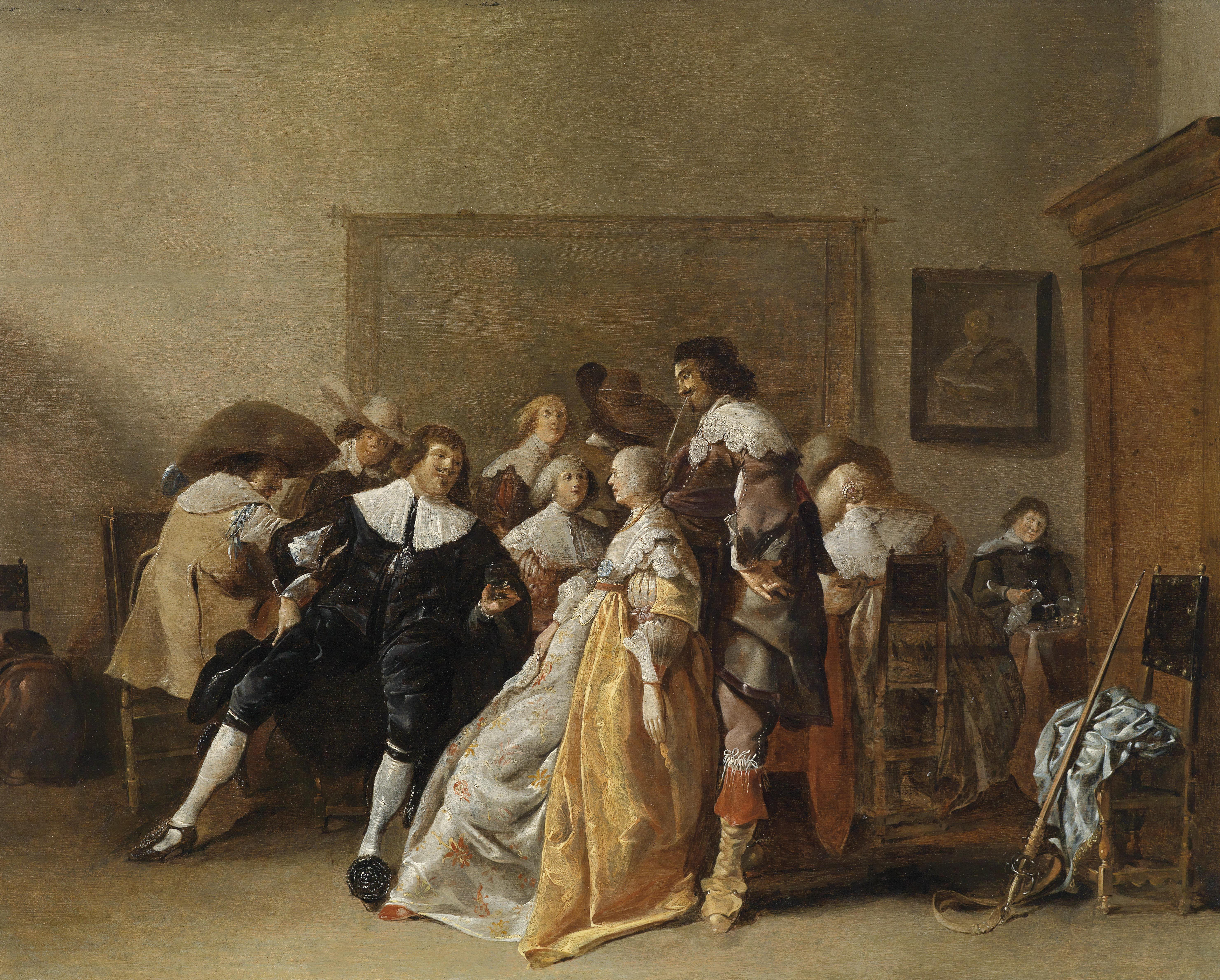
Allegra compagnia (1673 circa)

Rappresentò molteplici tipologie di soggetti tra cui: soggetti di genere e militareschi, interni (derivati da Dirck Hals), paesaggi, ritratti, nature morte, in particolare vanitas e ambientazioni di cucine. È celebre per i suoi ritratti sobri, con armonie monocromatiche e spesso realizzati su sfondo neutro, come ad esempio Ritratto di un uomo (1655, Museo del Louvre), Pieter de Witte (1652) e Cecilia Van Beresteyn (1652, Rijksmuseum).
Collaborò con Anthonie de Lorme, Bartholomeus van Bassen e con l'amico Dirck van Delen inserendo le figure nei lori dipinti.
Furono suoi allievi Ludolf de Jongh, Palamedes Palamedesz I e Palamedes Palamedesz II. Le sue opere ebbero influenza sullo stile di Willem Duyster, mentre Adriaen Fonteyn e Abraham van Westerveld furono dei veri e propri seguaci.

## Opere
- Allegra compagnia - banchetto con musici, olio su tavola, 47 × 73 cm, 1632, Mauritshuis, L'Aia[9]
- Compagnia elegante, dipinto, 1632-1634
- Ritratto di famiglia, olio su tavola, 80 x 107 cm, 1635, Koninklijk Museum voor Schone Kunsten, Anversa[10]
- Compagnia elegante in un interno, olio su tela, 47,7 × 57,4 cm , 1635-1636, Museo nazionale, Breslavia[11]
- Ritratto di Pieter de Witte, 1652[2]
- Cecilia Van Beresteyn, 1652, Rijksmuseum, Amsterdam[2]
- Ritratto di un uomo, 1655, Museo del Louvre[2]
- Ritratto di gentiluomo, olio su tela, 83 x 69 cm, 1657, Collezione privata
- Compagnia musicale, olio su tavola, 41 x 53 cm, 1660 circa, Collezione privata